# Verein für hessische Geschichte und Landeskunde
Der Verein für hessische Geschichte und Landeskunde („VHG“) ist ein Verein zur Erforschung der Regionalgeschichte Hessens, insbesondere des Kurfürstentums Hessen. 

## Gründung
Der VHG wurde 1834 unter anderem von Karl Bernhardi, Heinrich Schubart, Georg Landau, Christoph von Rommel und Karl Schomburg gegründet. 1835 wurde Rommel zum Vorsitzenden, Bernhardi zum Stellvertreter, Landau zum Sekretär und Johann Wilhelm Bickell zu dessen Stellvertreter sowie Schubart zum Kassenführer und ersten Redakteur der Zeitschrift gewählt. 1835 besaß der Verein 78 wirkliche und neun korrespondierende Mitglieder.

## Aufgaben
Der Verein setzt sich für den Schutz und die Pflege historischer Bau- und Kunstdenkmäler ein, betreibt hessische Landes-, Regional- und Lokalgeschichte auf breiter Grundlage sowie Landeskunde und Vorgeschichtsforschung, bewahrt, sichert und fördert hessische Volkskunst und hessisches Volksgut in vielen hessischen Heimatmuseen und wirkt durch Präsenz seiner Mitglieder in vielen Denkmalschutzbeiräten seines Arbeitsbereichs an Erhaltung und Gestaltung des geschichtlichen Bewusstseins in der hessischen Bevölkerung mit.

## Struktur
Der Verein für hessische Geschichte und Landeskunde ist Mitglied des 1852 von ihm mitbegründeten Gesamtvereins der deutschen Geschichts- und Altertumsvereine. 
Der Verein besitzt Zweigvereine in Bad Hersfeld, Gelnhausen, Marburg, Biedenkopf, Hessisch Lichtenau, Melsungen, Eschwege, Hofgeismar, Rotenburg, Felsberg, Homberg/Efze, Schmalkalden, Frankenberg, Kassel, Schwalm, Fritzlar, Kaufunger Wald-Söhre und Witzenhausen.

## Veröffentlichungen
Organ des Vereins ist die „Zeitschrift des Vereins für hessische Geschichte und Landeskunde“ (ZHG) (122 Bände bis 2017). Außerdem gibt der Verein seit 1861 die „Mitteilungen des Vereins für hessische Geschichte und Landeskunde“ (MHG) und seit 1958 die Schriftenreihe „Hessische Forschungen zur geschichtlichen Landes- und Volkskunde“ (53 Bände bis 2010) heraus.

## Aktivitäten
Zu den weiteren Aktivitäten des Vereins gehören Rundschreiben, Vorträge, Fahrten und Ausstellungen. 
Der Verein verleiht eine Georg-Landau-Medaille und vergibt einen Georg-Landau-Preis.